# Anísio de Abreu
Anísio de Abreu est une municipalité brésilienne située dans l'État du Piauí.